# Herbert Roth (Rechtswissenschaftler)
Herbert Roth (* 17. April 1951 in Roßhaupten) ist ein deutscher Rechtswissenschaftler und Hochschullehrer.

## Leben
Roth absolvierte von 1961 bis 1970 das Gymnasium in Marquartstein. Es schloss sich bis 1970 ein Studium der Rechtswissenschaft an der Universität Regensburg an, wobei er ab 1973 Stipendiat der Studienstiftung des Deutschen Volkes war. Nachdem er das erste Examen 1975 sehr gut bestanden hatte, war er von 1975 bis 1978 Wissenschaftliche Hilfskraft am Lehrstuhl von Dieter Medicus an der Universität München. Seine Promotion folgte dort 1981 mit der Dissertation Haftungseinheiten bei § 254 BGB.
Roth wurde 1979 Wissenschaftlicher Referent am Max-Planck-Institut für ausländisches und internationales Privatrecht in Hamburg. Anschließend wurde er ab 1980 als Regierungsrat im Bayerischen Staatsministerium der Justiz, bevor er 1982 als Staatsanwalt bei den Staatsanwaltschaften München I und Regensburg tätig wurde. Seine Ernennung zum Richter am Amtsgericht Regensburg erfolgte am 16. Mai 1984. 1985 kehrte er als Oberregierungsrat ins Staatsministerium der Justiz zurück. Während der Zeit im Ministerium wurde er 1986 an der Münchner Universität mit der Schrift Die Einrede des bürgerlichen Rechts habilitiert.
Roth folgte im Mai 1987 einem Ruf für Bürgerliches Recht, Zivilprozessrecht und Juristische Methodenlehre als Universitätsprofessor an die Universität Heidelberg. 1990 wechselte er als Professor für Bürgerliches Recht und Zivilprozessrecht sowie als Direktor des Instituts für internationales Wirtschaftsrecht an die Universität Münster, bevor er im Oktober 1996 als Universitätsprofessor für Bürgerliches Recht und Prozessrecht an die Heidelberger Universität zurückkehrte. Zum 1. Oktober 2000 kam er als Universitätsprofessor für Bürgerliches Recht sowie Deutsches, Europäisches und Internationales Verfahrensrecht an die Regensburger Universität. Als solcher wurde er 2016 in den Ruhestand versetzt.
Roth wurde 2019 die Ehrendoktorwürde der Nationalen und Kapodistrias-Universität Athen verliehen.

## Schriften (Auswahl)
- Haftungseinheiten bei § 254 BGB, Beck, München 1982, ISBN 978-3-406-08651-9.
- Die Einrede des bürgerlichen Rechts, Beck, München 1988, ISBN 978-3-406-33067-4.
- Vertragsänderung bei fehlgeschlagener Verwendung von Allgemeinen Geschäftsbedingungen, Mohr, Tübingen 1994, ISBN 978-3-16-146224-5.
- Die FGG-Klausur: Grundbuch – Erbschein – Vormundschaft – Betreuung – familiengerichtliches Verfahren, Beck, München 2000, ISBN 978-3-406-07324-3.